# Сомкова Долина
Сомкова Доли́на — село в Україні, в Студениківській сільській громаді Бориспільського району Київської області. Населення становить 466 осіб.

## Географія
У селі бере початок річка Сага.

## Історія
Неподалік села Григорівка Київського воєводства Речі Посполитої (нині - село Яготинської громади) був великий заїжджий двір Семена Сомка. Рід Сомків славився на Запорізькій Січі. З нього вийшли сміливі ватажки походів, кошові і гетьмани. Дочка Семена Сомка Ганна була першою дружиною Богдана Хмельницького, матір'ю його синів Тимоша і Юрія. Син Семена Сомка Яким на військовій раді в Козельці (1662 р.) був обраний гетьманом Лівобережної України, в 1663 р. в Ніжині Яким Сомко знов був обраний гетьманом, але за наказом альтернативного гетьмана Івана Брюховецького був страчений, а родовий хутір знищено.

### Російська імперія
Є на мапі 1812 року як хутір Кисилевського

Братська могила солдат Червоної Армії та пам'ятник воїнам-односельцям, які загинули в роки Другої світової війни, село Сомкова Долина, біля клубу

За даними 1859 року село є «хутір власницький»; дворів — 36; населення — 260 осіб (ч. — 130, ж. — 136)
У 1917-1920 рр. — у складі УНР.
В 1936 р., об'єднавшись з хут. Кисіля, село отримало назву Сомкова Долина. 1930 р. в селі організувано колгосп ім. Ворошилова, в 1931 р. — «Побєда». Перед початком колективізації хутір, а згодом село, що належало знаній в Україні родині козацької старшини Сомків, мав 199 дворів, проживало 694 мешканці. Під час примусової колективізації були розкуркулені 3 заможні родини. Про голодний мор, який влаштували московські комуністи, у селі свідчать вцілілі архівні документи. Голодна смерть забрала майже кожного десятого жителя. Загальна кількість померлих від голоду — 42 ос. На сільському кладовищі в пам'ять про загиблих встановлений дерев'яний хрест.

## Населення

### Мова
Розподіл населення за рідною мовою за даними перепису 2001 року:
| Мова       | Кількість | Відсоток |
| ---------- | --------- | -------- |
| українська | 460       | 98.71%   |
| російська  | 6         | 1.29%    |
| Усього     | 466       | 100%     |